# Аренс, Аполлон Иванович
Аполло́н Ива́нович А́ренс (1860—1916) — военный инженер, генерал-майор, штатный преподаватель Николаевской инженерной академии.

## Биография
Родился 14 ноября 1860 года, сын тайного советника И. А. Аренса. Начальное образование получил Одесском реальном училище, по окончании которого поступил в Николаевское инженерное училище. 8 августа 1880 года выпущен подпоручиком в 1-й сапёрный батальон, однако в строй не явился, поскольку был оставлен для прохождения курса наук в Николаевской инженерной академии, и об этом имеется запись на доске его выпускников в Военном инженерно-техническом университете в Санкт-Петербурге.
22 апреля 1882 года Аренс был переведён в лейб-гвардии сапёрный батальон с чином прапорщика и далее последовательно получил чины подпоручика гвардии (30 августа 1884 года), поручика гвардии с переименованием в штабс-капитаны армии (1 января 1885 года) и капитана (9 апреля 1889 года).
С 12 января 1890 года по 29 января 1897 года состоял при Варшавском крепостном управлении и был производителем работ по постройке новых фортов в Варшаве, затем до 17 ноября находился в той же должности в Кронштадте. После того состоял старшим делопроизводителем строительства полевых железных дорог, 6 декабря 1898 года произведён в подполковники.
С 27 марта 1900 года по 14 апреля 1903 года занимал должность штаб-офицера, заведовавшего обучающимися офицерами в Николаевской инженерной академии, 6 декабря 1902 года получил чин полковника. В 1903 году, по защите диссертации, был назначен штатным преподавателем этой академии.
Военно-литературные труды Аренса:
- «Проект уступных промежуточных полукапониров в горжевых углах главного вала долговременных фортов» (1903 год, удостоен 2-й премии в 500 рублей на конкурсе в корпусе военных инженеров);
- «Эскарпные и контр-эскарпные стены, их фундаменты и предохранение их от сырости» (1903 год, диссертация на звание преподавателя)
- «Бетонные пороховые погреба и артиллерийские лаборатории» (1905 год);
- «Современное устройство боевых и жилых казематированных помещений» (1908 год).

Также он принимал активное участие в написании статей для «Военной энциклопедии» издания Сытина.
В 1907—1910 годах Аренс дополнительно к преподавательской работе занимал должность архитектора Военно-медицинской академии.
С началом Первой мировой войны Аренс был призван в действующую армию, с марта 1915 года был помощником начальника инженеров армий фронта.
Умер 23 февраля 1916 года в Киевском военном госпитале после тяжелой болезни.
Среди прочих наград Аренс имел ордена:
- Орден Святого Станислава 2-й степени (1901 год)
- Орден Святой Анны 2-й степени (1905 год)
- Орден Святого Владимира 4-й степени (1910 год)
- Орден Святого Станислава 1-й степени (24 февраля 1915 года)

Его брат Евгений (1856—1931), генерал флота, профессор Николаевской морской академии, после революции служил в РККФ.